# Мияги, Ётоку
Ётоку Мияги (яп. 宮城 与徳 Мияги Ётоку, псевдонимы Джо, Интелли; 10 февраля 1903, Наго — 2 августа 1943, Токио) — японский художник, агент советской разведки, работавший с Рихардом Зорге. По убеждениям коммунист, один из создателей Пролетарского общества искусств.

## Биография
Родился 10 февраля 1903 года в городе Наго на юге острова Окинава в крестьянской семье. В семье ненавидели японскую военщину, спекулянтов. В ранние годы воспитывался в семье деда и бабки со стороны матери, так как отец эмигрировал в Калифорнию (США), где занялся фермерством. В 1917 году он окончил начальную школу и поступил в педагогический институт, который не окончил, поскольку заболел туберкулёзом.
В июне 1919 года приехал к отцу в США. В течение двух лет занимался в школе английского языка, потом стал посещать высшую школу искусств в Сан-Франциско, а затем в Сан-Диего. Изучал социальные науки в Лос-Анджелесе. В этот период отец был вынужден вернуться на родину. По окончании в 1925 году школы художников устроился рабочим на ферму близ Брули.
При помощи друзей смог выбраться из нищеты, вместе они открыли ресторан «Сова» в «маленьком Токио» (квартал Лос-Анджелеса). В этот период стал интересоваться политическими и социальными проблемами. В ресторане стали собираться активисты — рабочие, профсоюзные функционеры, учителя, студенты, эмигранты из Германии приезжали киноактёры Голливуда — публика интеллигентная и в большей части левонастроенная. Под влиянием посетителей-немцев художник создал дискуссионный кружок «Ин дер Даммерунг» («В сумерках»). К этому же времени относится и рассвет таланта Мияги. У молодого художника появились деньги от продажи картин.
Летом 1927 года женился на Тиё Ямаки и переехал жить в Лос-Анджелес.
В 1931 году вступил в Коммунистическую партию США.
В возрасте тридцати лет по заданию советской разведки вернулся в Японию и поселился в Токио, где стал работать художником. В январе 1934 года вышел на контакт с Рихардом Зорге, и вскоре наряду с Хоцуми Одзаки стал ближайшим его сотрудником. Проводил систематический анализ специального журнала «Военное дело и военная техника», установил широкие связи в среде японских военных, как среди рядовых офицеров, так и генштабистов. На продаже гравюр Мияги группа Зорге зарабатывала деньги. Встречи с Зорге часто проводил на выставках и в музеях. Портрет Гитлера в японском кимоно работы Мияги висел в доме Зорге. Через Мияги была получена информация о взаимодействии офицеров Люфтваффе и Японии, топографических работах на китайско-монгольской границе под Халхин-Голом, подтверждены сведения о предстоящих действиях японского флота в направлении Южных морей и другие разведданные.
Арестован японскими властями осенью 1941 года. После попытки покончить с собой (выбросился из окна при допросе) заключён в тюрьму.
Умер в токийской тюрьме Сугамо 2 августа 1943 года от туберкулёза, не дождавшись приговора.

## Память
Племянница разведчика Тосико Токуяма, проживающая в США, получила орден Отечественной войны, которым был награждён её дядя. Орден хранится на родине Мияги, в городе Наго.
В 2003 году режиссёр Масахиро Синода снял фильм «Шпион Зорге», в которой присутствует Ётоку Мияги.
В сериале «Зорге» (2019) его роль исполнил японский актёр Тосихидэ Оницука.